# 日本文化会議
日本文化会議（にほんぶんかかいぎ）は、保守系知識人の文化団体。1968年、田中美知太郎を中心に結成され、1994年に解散した。池島信平の肝煎りにより文藝春秋から機関誌が発行される予定であったが頓挫し、1969年創刊の文藝春秋のオピニオン誌『諸君!』の執筆メンバーを形成した。
月刊誌『文化会議』を1978年から発行。東西比較文化などでセミナーを開催、一部は書籍として刊行していた。後にサントリー文化財団、国際日本文化研究センターなどへ発展した。

## 編纂
- 日本は国家か 読売新聞社 1969
- 70年代のアジアと日本 読売新聞社 1970
- アジア人はアジアをどうみるか 経済往来社 1971
- 日本に教育はあるか 共同討議 研究社出版 1972
- 日本人の法意識 調査分析 至誠堂 1973
- 日本におけるジャーナリズムの特質 東西文化比較研究 研究社出版 1973
- 日本美は可能か 美意識と倫理 東西文化比較研究 研究社出版 1973
- 自然の思想 東西文化比較研究 研究社出版 1974
- 日本人にとって法とは何か 共同討議 研究社出版 1974
- ことばと文化 東西文化比較研究 研究社出版 1976
- 日本人は自由か 紀伊国屋書店 1976
- 歴史像の東西 東西文化比較研究 研究社出版 1976
- 文化と国土設計 東西文化比較研究 PHP研究所 1978.11
- 国際誤解の構造 東西文化比較研究 PHP研究所 1979.9
- 文化と国土設計に関する調査 日本文化会議 1979.3
- 国際誤解と日本人 新しい日本人のイメージ 三修社 1980.12
- 西欧の正義日本の正義 三修社 1980.3
- 日本の知識人 その系譜と役割 PHP研究所 1980.7
- 地方都市のまちづくりと景観に関する調査 日本文化会議 1981.3
- 沿岸域総合利用計画調査報告書 沿岸域の歴史的・文化的側面を中心として 日本文化会議 1982.3
- 現代日本人の法意識 第一法規出版 1982.7
- 適応力 新しい日本人の条件 三修社 1982.1
- 日本と国際環境 三修社 1982.11
- 国際誤解と日本人 三修社 1983.6
- 成熟社会への条件 自己変革の時代 三修社 1983.12
- 経済と文化の時代 新しい関係を求めて 三修社 1985.1
- 激論・教育 改革の視点 三修社 1985.9
- 東京における水辺空間の歴史的研究 日本文化会議 1985.3
- 歴史のある文明・歴史のない文明 岡田英弘ほか編 筑摩書房 1992
- 世界都市の条件 高階秀爾・芳賀徹編 筑摩書房 1992
- 新しいアジアのドラマ　川勝平太編 筑摩書房 1994

## 発起人
- 阿川弘之
- 安部民雄
- 会田雄次
- 青山秀夫
- 池田弥三郎
- 石川忠雄
- 石田英一郎
- 泉靖一
- 伊藤整
- 犬養道子
- 井上靖
- 猪木正道
- 今泉龍男
- 遠藤周作
- 大島康正
- 神沢惣一郎
- 河上徹太郎
- 河北倫明
- 川端康成
- 気賀健三
- 木村健康
- 高坂正堯
- 小林秀雄
- 今日出海
- 酒枝義旗
- 坂西志保
- 坂本二郎
- 獅子文六
- 白井浩司
- 杉森久英
- 鈴木成高
- 鈴木重信（常任理事）
- 関嘉彦
- 曽野綾子
- 竹山道雄
- 田中美知太郎（初代理事長）
- 谷口吉郎
- 手塚富雄
- 時実利彦
- 中根千枝
- 中村菊男
- 中村光夫
- 西谷啓治
- 西義之
- 浜口博
- 林健太郎
- 林武
- 平林たい子
- 福田恆存（後年は手を引いていた）
- 福田信之
- 福田麟太郎
- 増田四郎
- 三浦朱門
- 三島由紀夫（三島事件決行直前に脱会）
- 武藤光朗
- 村松剛（設立趣意書を執筆）
- 山室静
- 山本健吉
- 吉川逸治
- 吉田健一
- 吉田富三
- 蝋山政道
- 若泉敬

## 発起人以外のメンバー
- 藤井隆（2代目理事長）

- 河盛好蔵
- 江藤淳
- 小堀杏奴
- 飯田経夫
- 菊竹清訓
- 木村尚三郎
- 黒川紀章
- 佐伯彰一
- 香山健一
- 小堀桂一郎
- 入江隆則
- 平川祐弘
- 渡部昇一
- 村松暎
- 勝部真長
- 小松左京
- 下河辺淳
- 岡崎久彦
- 竹内靖雄
- 野田宣雄
- 田久保忠衛
- 屋山太郎
- 芳賀徹
- 本間長世
- 武田豊
- 平岩外四
- 山崎正和
- 白洲正子
- 清水幾太郎
- 神谷不二
- 高階秀爾
- 岩田慶治
- 小木新造
- 渡辺利夫
- 源了圓
- 粕谷一希
- 今道友信
- 山本七平
- グレゴリー・クラーク
- 岡田英弘
- 斎藤美津子
- 志水速雄
- 高根正昭
- 佐瀬昌盛
- 佐藤誠三郎
- 天谷直弘
- 佐々淳行
- 堺屋太一
- 中嶋嶺雄
- 矢野暢
- 鳥海靖
- 永井陽之助
- 小田晋
- 徳岡孝夫
- 島田謹二
- 小池和男
- 高橋英夫
- 木田宏
- 水野肇
- 桑木務
- 増田弘
- 公文俊平
- 佐伯喜一
- 小島慶三
- 石井威望
- 千谷七郎
- 加藤寛
- 藤井丙午
- 井尻千男
- 川勝平太
- 中西輝政

## 参考
- 国民文化会議編「国民文化.（104）」国民文化会議、1968.7　［〈資料〉日本文化会議 ］
- 「読売新聞」1995.8.30 ［戦後50年にっぽんの軌跡］（99）総合雑誌　論壇の形成